# Roman Motyka
Roman Motyka ps. Roman I, Kopaczka, Dąb (ur. 4 sierpnia 1902 w Rybnickiej Kuźni, zm. 3 maja 1947) – polski hutnik, działacz socjalistyczny i niepodległościowy, poseł na Sejm Śląski II kadencji.

## Życiorys
Syn Ignacego, rolnika i hutnika i Marty z domu Filec. Miał trzech braci i sześć sióstr. W 1908 podjął naukę w niemieckiej ośmioklasowej, czteroodziałowej szkole w Orzepowicach, którą ukończył w 1916 z wynikiem bardzo dobrym. Nie mogąc podjąć dalszej nauki ze względu na złe warunki materialne, 2 października 1916 w wieku 14 lat podjął pracę w hucie „Silesia”, jako pomocnik na wydziale emalierni. W hucie nawiązał kontakty z działaczami PPS.
W 1920 wziął udział w  II powstaniu śląskim, a następnie aktywnie uczestniczył w kampanii plebiscytowej. W styczniu 1921 został przyjęty do Polskiej Partii Socjalistycznej. W III powstaniu śląskim walczył w oddziale z Kuźni Rybnickiej, pod dowództwem Pawła Ficka. Brał udział w walkach o zdobycie Rybnika i Raciborza.
W kwietniu 1922 został wybrany przewodniczącym PPS w Rybnickiej Kuźni, a w lipcu napisał swoją pierwszą korespondencję do „Gazety Robotniczej”, co zapoczątkowało jego stałą współpracę z gazetą. W grudniu 1922 przejął obowiązki sekretarza PPS Rybnickiej Kuźni i wszedł w skład zarządu filii Centralnego Związku Zawodowego Polski. Po wydarzeniach krakowskich 1923 wywołał strajk w hucie „Silesia”. Został w związku z tym aresztowany i osadzony w więzieniu w Rybniku. Postawa związkowców zmusiła jednak władze do wypuszczenia go na wolność. W 1924 był delegatem na XIX Kongres PPS w Krakowie.
Za krytykę przełożonych i działalność polityczną został w marcu 1925 zwolniony z huty „Silesia”. Od tej pory został stałym działaczem politycznym. W maju 1925 na zjeździe PPS Górnego Śląska w Królewskiej Hucie, wszedł w skład Okręgowego Komitetu Robotniczego PPS. Od marca 1926 był sekretarzem Związku Zawodowego Robotników Rolnych. Od 1927 do 1929 był redaktorem odpowiedzialnym „Gazety Robotniczej”. W 1927 wytoczono mu dwa procesy z powodu artykułów, oraz 10 z tytułu stanowiska redaktora odpowiedzialnego. Osiem procesów wytoczył mu Józef Biniszkiewicz, który przeszedł do rozłamowej PPS dawna Frakcja Rewolucyjna.
Poseł do Sejmu Śląskiego w 1930. W 1930 przejściowo aresztowany za publikacje prasowe. Sekretarz Komisji Centralnej Związków Zawodowych w Katowicach (1932-1933). Przez pewien okres sekretarz generalny Polskiej Socjalistycznej Partii Robotniczej w Czechosłowacji.
Od 1939 w konspiracyjnej PPS-WRN. Od 1944 sekretarz okręgowego komitetu robotniczego podziemnej PPS. Od 1944 dowódca Podinspektoratu Cieszyn i Zaolzie „Cis”, „Wata” Śląskiego Okręgu Armii Krajowej. Jednocześnie zastępca delegata rządu na województwo śląskie.
Specyficzna sytuacja wytworzyła się w województwie śląskim, gdzie strukturami partii socjalistycznej w latach 1945-1947 kierowali jej przedwojenni liderzy, tacy jak Aleksy Bień, Antoni Biedroń, Franciszek Trąbalski czy Roman Motyka. Nie godzili się oni z dominacją PPR i próbowali rywalizować z komunistami, nie mieli oni jednak szans na sukces wobec serwilistycznej postawy swych przywódców.
Po styczniu 1945 nadal w konspiracji. Występował jako przedstawiciel OKR PPS Śląsk ps. Dąb. Aresztowany przez UB 3 czerwca 1945 w Janowie wraz z grupą działaczy w trakcie konferencji konspiracyjnej PPS okręgu śląskiego. W 1947 wspólnie z Franciszkiem Trąbalskim wydał książkę Pół wieku socjalizmu polskiego na Śląsku.

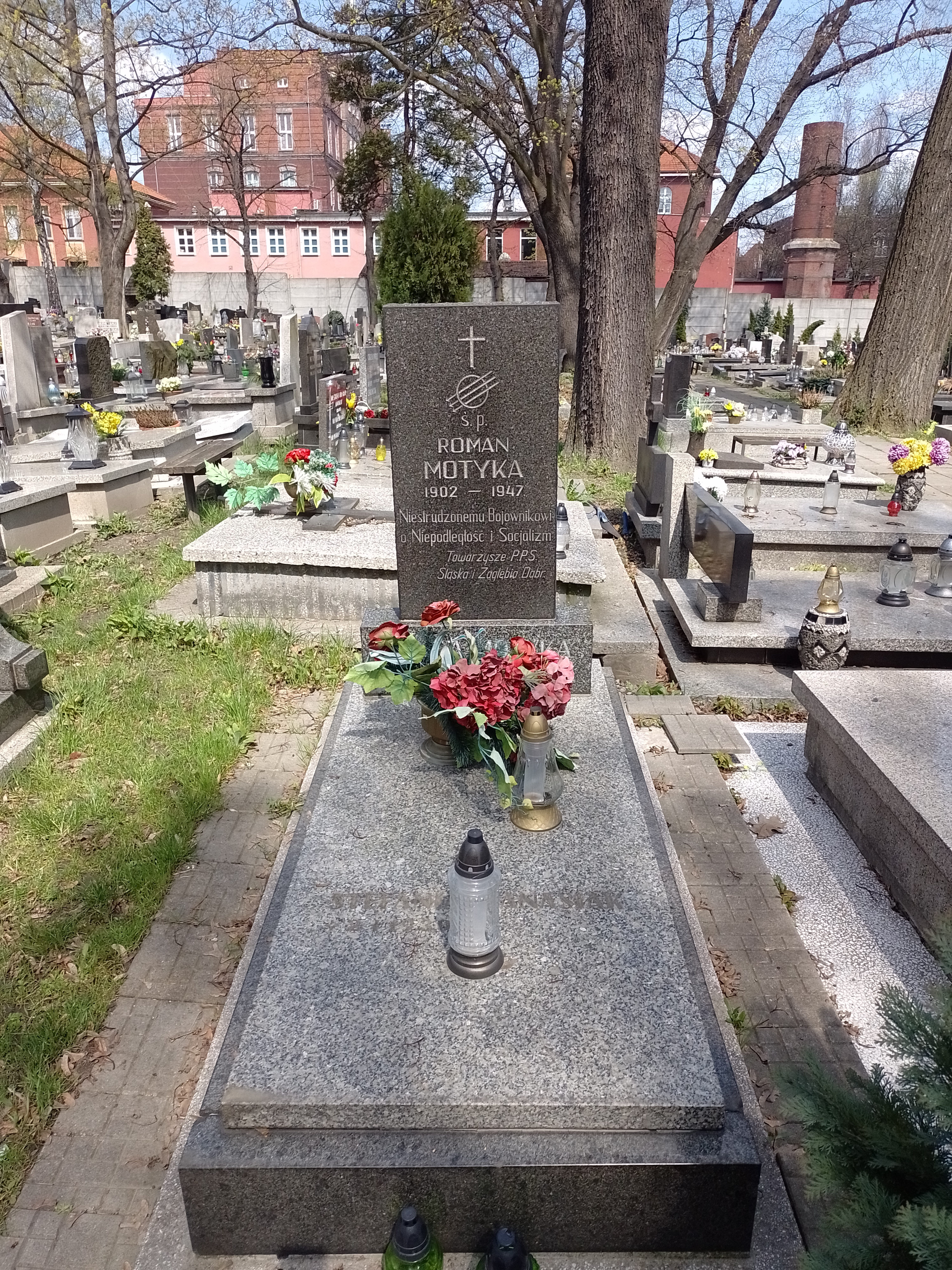
Grób Romana Motyki na cmentarzu katolickim przy ulicy Francuskiej w Katowicach

Zdaniem Jana Mulaka zginął w tajemniczych okolicznościach. Jak twierdził we wspomnieniach Mulak: „Zastrzelił go, manipulując nieostrożnie bronią, jego rzekomo najbliższy przyjaciel”.

## Życie prywatne
Żoną Romana Motyki była Wanda Brzoza, ślub wzięli w 1925 r.

## Publikacje
1. Franciszek Trąbalski, Roman Motyka, Pół wieku socjalizmu polskiego na Śląsku, Spółdzielnia Wydawnicza „Wiedza” – Warszawa, 1947 r., Zeszyt Nr 5 serii: WIEDZA TO POTĘGA. W 1951 praca ta została, wraz z innymi zeszytami serii, wycofana z polskich bibliotek oraz objęta cenzurą[6].
2. Układ Zbiorowy normujący warunki pracy i płacy robotników rolnych na obszarze Zaolziańskiej części Województwa Ślaskiego na rok 1939-40. Drukarnia Ludowa, Katowice
3. Przy Sztandarze P.P.S Roman Motyka. Wrzesień 1936. Drukarnia Ludowa, Katowice
4. Gazeta Robotnicza redagował w latach 1927 do 1929, Gazeta Głos Ludu, Gazeta Przegląd Socjalistyczny, Pismo Górnik[7]